# Chalcedectus superbus
Chalcedectus superbus är en stekelart som först beskrevs av De Santis 1977.  Chalcedectus superbus ingår i släktet Chalcedectus och familjen puppglanssteklar. Inga underarter finns listade i Catalogue of Life.